# Tigre negro

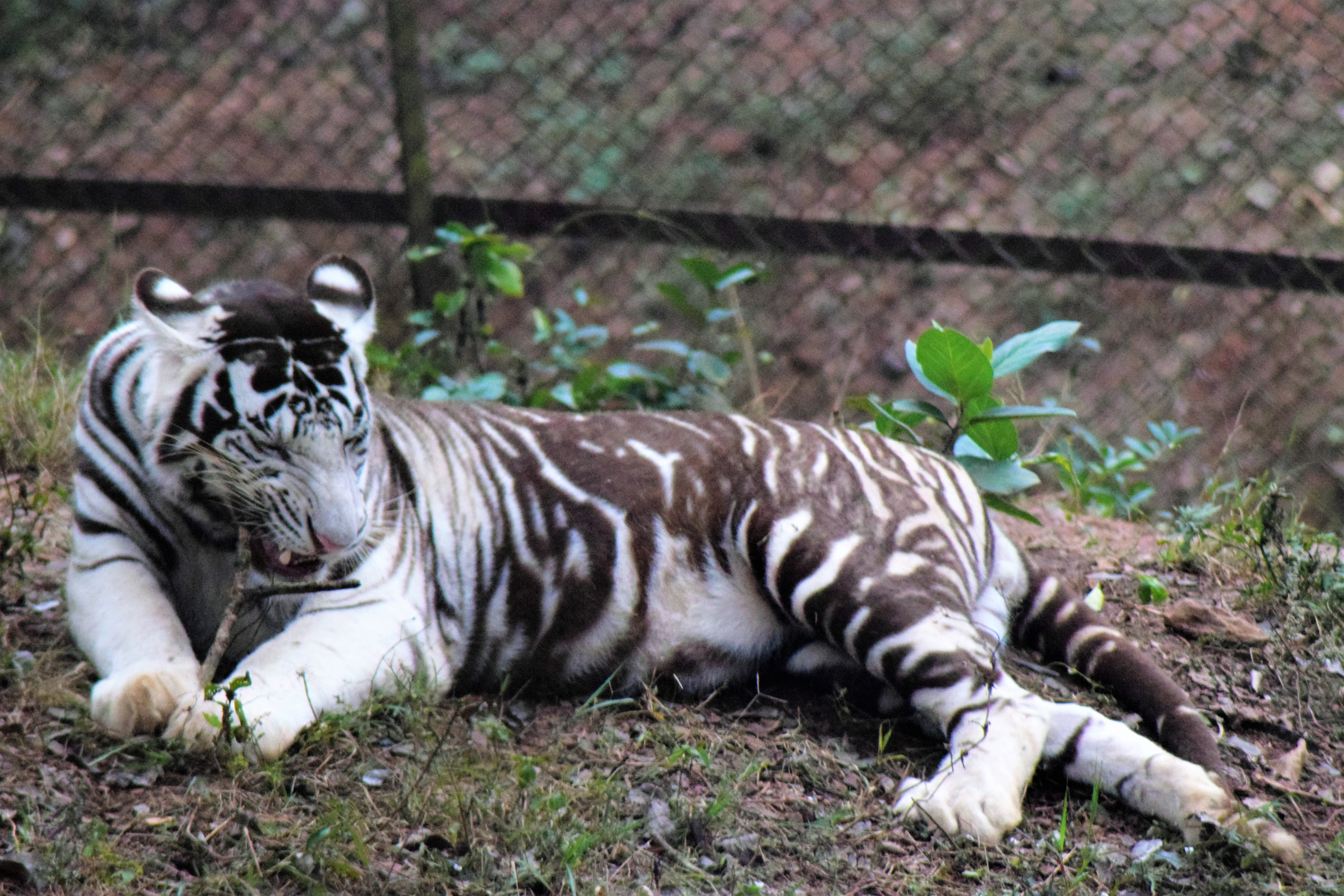
Tigre-branco com pseudomelanismo. Suas listras são excessivamente largas

O tigre negro é uma variante rara de coloração do tigre, mas não é uma espécie distinta nem uma subespécie geográfica separada. São denominados assim os tigres pseudomelanísticos (existência confirmada) e os tigres melanísticos (existência não confirmada).
É apenas encontrado no estado indiano de Odisha, que conta com uma grande variedade de habitats de selva.
Em 2020, o número de animais existentes é estimado em apenas sete a oito espécimes no mundo.
A maioria dos mamíferos negros se devem a uma mutação "não-agouti". O peptídeo sinalizador de "agouti"  se refere à espessura de cada fio dos pelos. Em função da iluminação, pode ocorrer que as marcas (listras, manchas p/ex.) por ser mais densa do que a pelagem de fundo, sobrepujando-lhe a cor.

## Parcialmente negros e Totalmente negros

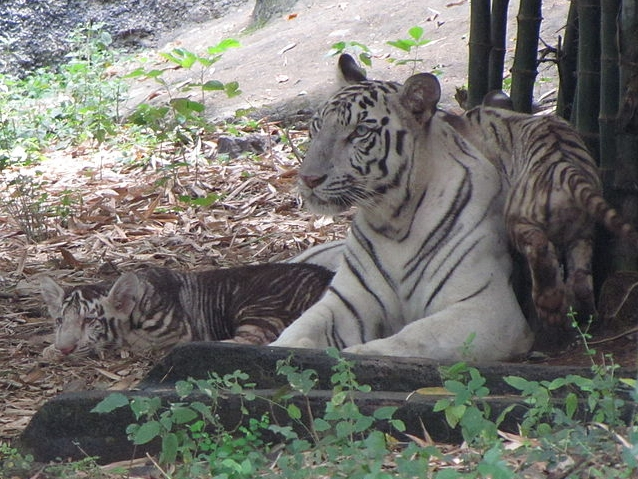
Tigresa branca com um filhote pseudomelanísticos

Atualmente os chamados tigres negros, são os tigres com "pseudomelanismo", estes não são totalmente negros. Os tigres "pseudomelanísticos" têm as listras escuras mais espessas e tão juntas entre si, que o fundo mais claro da pelagem quase desaparece entre as mesmas. Tais exemplares de tigres estão sendo cada vez mais comuns devido ao endocruzamento, sendo também menores em porte que os demais tigres pela mesma razão, mais comumente visto em zoológicos.
Há relatórios, ainda não confirmados, da presença e de uma pintura (hoje desaparecida) de tigres totalmente negros, verdadeiramente melanísticos, mas não há nenhuma confirmação física. Em alguns casos o que se pensou que fosse um tigre era na verdade um leopardo negro bem grande. É possível que muitos dos avistamentos tenham sido de panteras negras (ou leopardos melanísticos) confundidas com tigres jovens. Uma discussão sobre os tigres negros foi apresentada pelo Criptozoologista, Dr.Karl Shuker em seu livro Mystery Cats of the World.

## Avistamentos de tigres totalmente negros (1772-1895)
Em 1773, o artista James Forbes, a serviço da Companhia Britânica das Índias Orientais em Kerala, sudoeste da Índia, pintou uma Aquarela de um tigre totalmente Negro morto uns meses antes pelos Naires (Casta superior) do grupo guerreiro Xátria entre os Hindus nessa região. A pintura foi perdida, mas a descrição de Forbes ainda sobrevive:
Eu tive a oportunidade de incluir um retrato de um extraordinário Tigre, morto uns poucos meses antes pelos Naires nessas proximidades e o apresentaram a seu chefe como uma grande curiosidade. Era totalmente negro, também listrado como o Tigre-Real com contrastes de uma gradação mais escura, com brilhos cor púrpura. Meus lápis e pincéis são ineficientes para exprimir essas tão subtis gradações; não posso descrever melhor do que dizendo que seriam as diferenças que se percebem num tecido negro com variações de contrates de um rico veludo.
Isso corresponde às marcas ou manchas "fantasmas" que se apresentam num leopardo negro, ou uma onça-preta, que mesmo completamente pretos, podem-se ver suas manchas. No tigre essas marcas seriam suas listras sobre a pelagem negra.

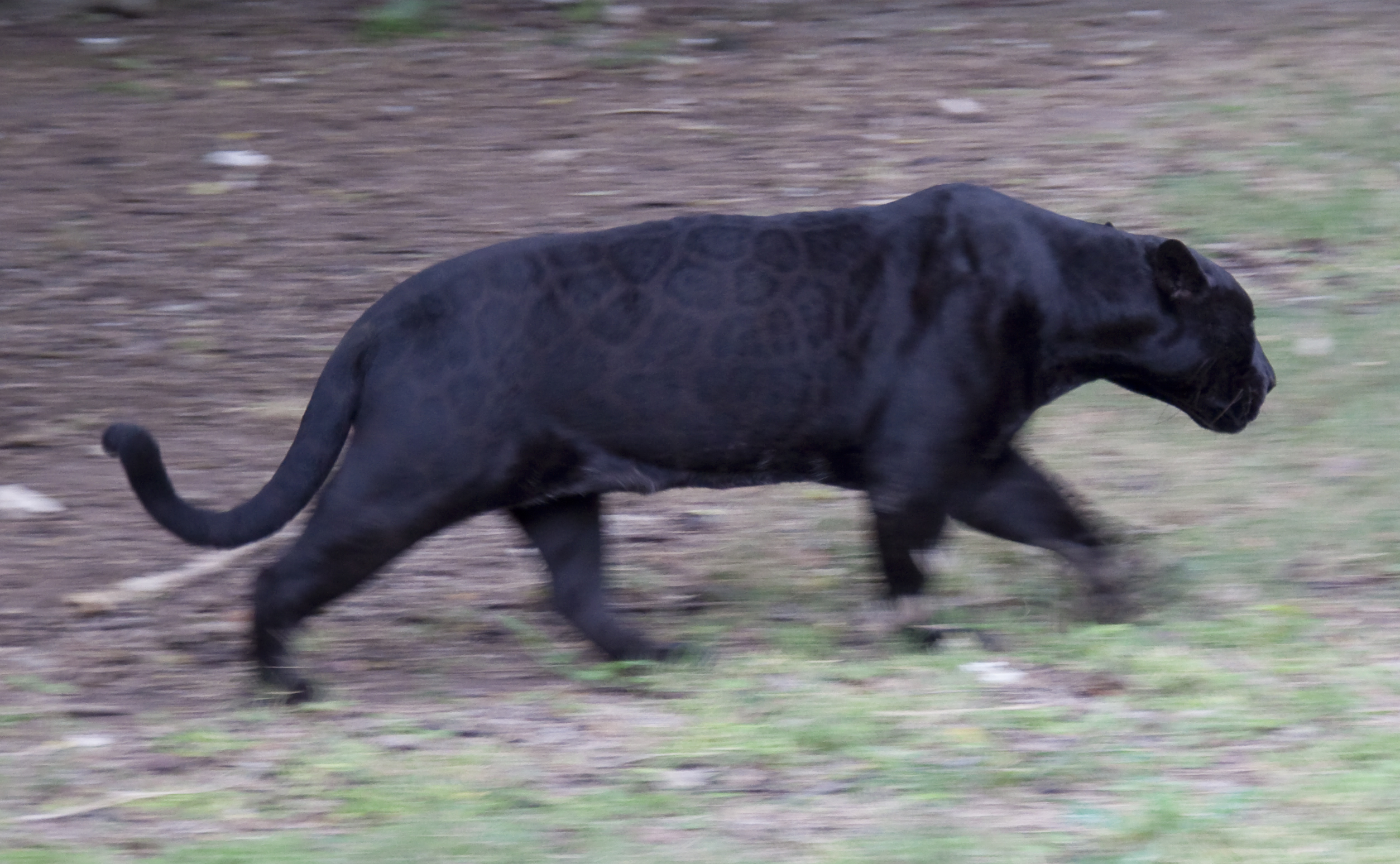
Onça-preta com "marcas, ou manchas, fantasmas" visíveis sobre sua pelagem negra melanística.

Um tigre negro das Índias Orientais foi exposto na "ménagerie" (antigo tipo de Jardim Zoológico da Torre de Londres que foi fundada no século XIII por Henrique III e funcionou até 1831 (foi transferida para o Regent's Park, agora Zoológico de Londres; Porém, é mais provável que fosse uma pantera negra. O livro "Sophie in London" de 1786 descreve as impressões de Sophie von La Roche sobre esse felino: "O tigre todo-negro, que Mr. Hastings trouxe das Índias Orientais é mais bonito, mas sua expressão tigrina é horrível". O jornal The Observer de 27 de janeiro de 1844 descreve um tigre negro (mais uma vez, deveria ser um leopardo negro)  que seria um presente do Rei de Java para Napoleão Bonaparte. Esse animal foi exposto na "ménagerie" em Piccadilly Circus, Londres. Uma pelagem de tigre negro exposta no "Los Angeles Country Museum" era provavelmente de um leopardo negro.

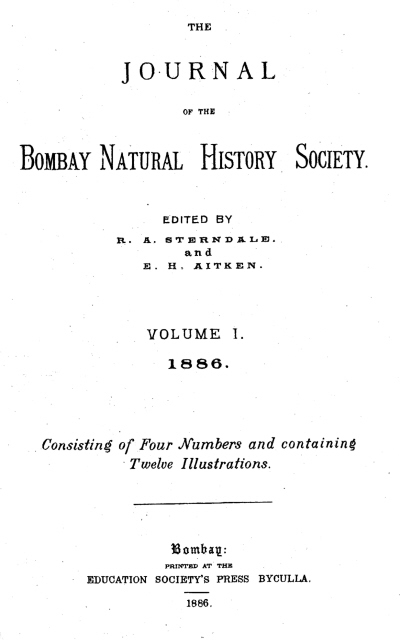
Primeira página do volume 1, número 1, Diário da "Bombay Natural History Society", 1886

Em março de 1846, o naturalista C.T. Buckland relatou a presença de um tigre negro nas colinas Chatigão (Hoje em Bangladexe) onde ele então criava gado. O animal foi morto por com uma flecha envenenada e seu corpo encontrado mais tarde apresentava a pelagem muito decomposta. A narrativa de Buckland's para o jornal "The Field",  apresentada no Diário do "Bombay Natural History Society" (JBNHS) no ano de 1889, documentou o caso do tigre negro morto em Chatigão. O relatório é ainda mais dúbio pois 40 anos se passaram entre o acontecimento real e a publicação. Todas pessoas envolvidas no evento já haviam então morrido.
Em Setembro 1895, uma muito clara visualização de um suposto Tigre negro foi feita pelo Coronel S. Capper por meio de um "Spotting scope" (telescópio de caça). O tigre desapareceu na selva. A presença de muitos leopardos negros na área e a dificuldade de julgar corretamente o porte dos animais tornam esse relato bastante dúbio. Os vários registros de tigres negros vistos na Índia foram detalhados por  E.P. Gee em seu livro "The Wildlife of India".

## Avistamentos (1913-1972)
Em 1913, A.T. Hauxwell Atirou no que parecia ser um tigre negro nas proximidades de Bhamo, Birmânia, o qual escapou. Isso foi reportado pelo JBNHS.
Um tigre de uma coloração muito negra sem nenhuma marca visível foi abatido em Assam, Índia em 1915; de forma diferente dos demais grandes felinos melanísticos, que têm ligeiras sombras, contrastes, gradações visíveis de certos ângulos, esse nigérrimo tigre não apresentava mínimos traços de listras. Comentou-se sobre um tigre negro morto no sul de Assam em 1928, mas a pelagem estava em péssimo estado e não pode ser salva. Outro caso similar nessa mesma época foi registrado nas Províncias centrais, era um tigre marrom (castanho) escuro com marcas negras. O relatório de T. Banjie's "Tigers in China " (1983) informava acerca de diversas ocasiões em que tigres negros foram vistos em Dongning na China. As visualizações foram em 1951, 1953 e1957 e esse dito tigre negro teria sido capturado em 1972. Os tigres negros são partes das lendas e do folclore dos vietnamitas. A redução das populações de tigres nessas regiões pode ter eliminado as cadeias de genes melanísticos e pseudomelanísticos.
Um suposto "Tigre negro" morto em Manipur no início dos anos 30 era em realidade um Urso-negro-asiático, mas foi chamado de tigre para obter os bônus oferecidos por essas criaturas. Em 1936, mais um tigre negro foi capturado, mas era em realidade um leopardo negro e também uma pele com fundo em marrom chocolate e listras negras foi registrada nas Províncias Centrais. A.A. Dunbar Brander, dos "Serviços Florestais Indo-Britânicos" testemunhou um tigre que estava coberto de sangue de um animal recentemente morto por ele, mas com o sangue secando, tal tigre pareceu ser negro. Brander declarou: "Se eu não tivesse acompanhado a transformação e avançado rumo ao tigre sem temer o que acontecesse, eu estaria plenamente convencido de que vira um tigre negro verdadeiro".
Conforme escritos de Stanley Henry Prater para o JBNHS de Janeiro de 1937, The London Evening News de 10 de outibro de 1936, publicou um relato da Reuters sobre um Tigre Real de Bengala Negro capturado numa floresta em Dibrugarh, Assam. O administrador de uma fazenda local de chá capturou o felino numa jaula de ferro provida de isca de carne. O responsável pela Conservação de Florestas de Assam não conseguiu ter uma visão clara do tigre, mas informou à Sociedade de Proteção que o animal fora capturado em 4 de setembro de 1936 na "Nepaphoo Tea Estate" de propriedade de dos Irmãos Bagchi de Dibrugarh e que fora vendido a negociadores de animais selvagens, Srs. PKB Akuli da "Barrackpore Road", Calcutá. Dr. Baini Prashad, Diretor da Supervisão Zológica da Índia do Indian Museum de Calcutá fez mais pesquisas e verificações, ficando informado que a criatura era um Leopardo Negro e não, conforme reportado pela "Reuters", um tigre. Sankahal observou que o "Dibrugarh Black Tiger" definido como tendo 12 pés (3,7 metros) de comprimento e 3,7 pés (~92 cm) de altura seria realmente um Leopardo negro de 7 pés (~2,1 metros) de comprimento. Reginald Innes Pocock escreveu a respeito: "Uma medição ridícula (12 pés) mesmo para um tigre, o animal teria que um par adicional de pernas nomeio do corpo, como uma mesa de bilhar, para suportar seu peso".
Um artigo do mesmo Pocock no JBNHS registrou 3 encontros de tigres negros: o espécime de 1846 em Chatigão, relato de Mr. C. F. Buckland  em "Field" e no JBNHS; o registro de 1913 em Bhamo, Burma, feito por A. T. Hauxwell e o das colinas Lushai, em Assam. O coronel Col. S. Capper, quando caçava nas Colinas Cardamom em Tamil Nadu (sul da Índia]], viu por uma luneta um felino negro deitado sobre uma rocha e o identificou como um tigre. Como havia leopardos negros na área, a informação é dúbia. Sobre o assunto o General Brigadeiro Burton escreveu em seu livro "Sport and Wildlife in the Deccan" que efeitos de luminosidade e de sombras podem gerar impressões errôneas sobre a cor de animais, levantando mais dúvidas sobre o informado por Mauxwell.
O capitão Guy Dollman, do Museu de História Natural de Londres escreveu no The Times de 14 de outubro de 1936 sobre dois casos de melanismo em tigres. O primeiro foi um jovem espécime alvejado nas Províncias Centrais alguns anos antes. Era marron escuro com listras parecendo negras sobre esse fundo um pouco mais claro. O segundo foi morto em 1915 por nativos a leste de Dibrugarh, Assam. Dollman afirmou: "Não pode haver nenhuma dúvida de que esses animais aos quais me referi eram mesmo tigres, não leopardos". Em resposta a Dollman, W.H. Carter escreveu no Times de de outubro de 1936
"Fiquei muito interessado na carta do Capitão Guy Dollman's ao The Times de 14 de outubro, falando sobre os tigres negros, pois residi nas proximidades do local em questão durante muitos anos. Num dos Gazetteers oficiais de um distrito de Bengala (Khulna ou Backerganj) foi mencionada uma variedade de tigre que havia perdido suas listras de camuflagem nas terras abertas e arenosas de Sundarbans. Uma cor uniforme foi considerada nesse caso, negra ou castanho escura, mas seu companheiro do interior achou a definição de "negro" mais adequada. O autor da Gazetteer em questão já deve ter falecido. 

## Avistamentos (1970 até hoje)
Nos anos 70, no Jardim Zológico e Botânico de Oklahoma City uma parelha de tigres teve três filhotes de coloração anormal. Um deles tinha coloração normal no corpo, mas os quatro membros eram bem escuros, quase negros.O segundo tinha os pés negros, mas estes foram crescendo mais claros até a idade adulta quando eram normais. O terceiro tinha cores normais, mas era bem mais escuro nos ombros, nas patas dianteiras, sobre a pélvis e também ao longo das patas traseiras. Esse escurecimento era da cor das listras. Os padrões mais escuros eram visíveis somente sobre as áreas mais obscurecidas. Infelizmente, dois dos três filhotes foram mortos pela mãe, sobrando apenas o de pés escuros. O tigre filhote mais negro foi preservado em formol e, se sobrevivesse, teria provavelmente se tornado mais claro na maturidade.
Em 1999 L. A. K. Singh apresentou detalhados reportes sobre tigres melanísticos na Índia. No verão de 1975/76, dois tigres negros adultos foram vistos em pleno sol na estrada de acesso às pradarias de Matughar. A observação foi feita por oficiais do serviço Florestal de Orissa acompanhados por dois turistas estrangeiros. Em 1991, um filhote negro foi visto junto com dois tigres adultos um filhote, todos de cores normais em Devasthali, sendo que nesse caso não se pode pensar em ilusões de ótica. Em 1966, tigres adultos de cor negra foram vistos diversas vezes. Um tigre negro de listras amarelas foi visto nas proximidades de Baladaghar. Outro tigre negro foi visto próximo a  Bachhurichara, entre Patabil e Devasthali. Algum tempo depois, outro tigre negro de listras amarelas foi visto entre Patabil e Devasthali.
Em 1992, a pelagem de outro tigre que aparentava ser um melanístico verdadeiro foi confiscado de uma caçador e contrabandista em Tis Hazari, no sul de Delhi. O topo da cabeça e o dorso eram negros, enquanto que os lados do corpo mostrava listras sombrias sobre um fundo branco. O pelo foi exposto no "National Museum of Natural History", Nova Deli, em fevereiro de 1993. Nesse mesmo ano, um jovem atingiu uma tigresa (tigre fêmea) em defesa própria, usando arco e flecha, nas proximidades da vila de  Podagad, a oeste da Reserva de Tigres de Similipal, Orissa. Exames preliminares sugeriram que a cor de fundo era negro com listras abdominais brancas e listras alaranjadas no dorso. Conforme Valmik Thapar em sua obre Tiger: The Ultimate Guide, a única prova da existência de tigres negros é uma pelagem com cabeça e dorso negros. K. Ullas Karanth escreveu em seu livro The Way Of The Tiger que um tigre parcialmente negro fora recentemente morto por caçadores ilegais em Assam.